# Uadi Chichaoua
Uadi Chichaoua (árabe : واد شيشاوة ; bereber : Asif Chichawen o ⴰⵙⵉⴼ ⵛⵉⵛⴰⵡⵏ), es un curso de agua marroquí, afluente de margen izquierdo del oued Tensift, cuya subcuenca se encuentra en la Provincia de Chichaoua, ubicada en la región Marrakech-Safi. Nace en el  Alto Atlas y desemboca en el Tensift, a una veintena de kilómetros al norte de Chichaoua.